# Utamboni
Der Utamboni ist ein Fluss im südwestlichen Äquatorialguinea, entlang der Grenze zu Gabun.

## Verlauf
Der Fluss entspringt als Mitemele in Äquatorialguinea, in der Provinz Centro Sur und fließt in südwestliche Richtung. Er bildet zunächst die Grenze zwischen der Provinz Centro Sur und der Provinz Litoral, später zwischen Äquatorialguinea und Gabun. Der Fluss mündet als Utamboni aus Osten kommend in den Muni.

## Einzugsgebiet
Das Einzugsgebiet hat eine Fläche von 7700 km². Es teilt sich zu 40 % in Äquatorialguinea und 60 % in Gabun auf.